# Маккарти, Джим
Джим Макка́рти (англ. Jim McCarty; 25 июля 1943, Ливерпуль, Англия) — британский музыкант, барабанщик. Наиболее известен как один из основателей и участник групп The Yardbirds и Renaissance. 
Маккарти оставался членом группы Yardbirds вплоть до её распада в 1968 году и участвовал в записи всех её альбомов. Он также вошёл в состав группы, возрожденной в 1990-е годы. В настоящее время Маккарти является единственным из основателей The Yardbirds, участвующим в группе.